# 神戶住環境整備公社
一般財團法人神戶住環境整備發展公社（日语：／）是一家總部位於兵庫縣神戶市。公社業務包括都市再開發、土木、建築、停車場和公益設施等之管理、觀光休閒相關業務，以及由神戶市委託的下水道相關業務。為一家公營企業。在1963年5月18日，財團法人神戶市都市整備公社成立。在2012年4月1日，由財團法人變為一般財團法人。2013年1月1日更名為神戶市都市開發公社。2022年5月1日更改为现名。

## 歷史
- 1963年5月18日 財團法人神戶市都市整備公社成立。
- 1965年11月 住宅建設事業由神戶市住宅供給公社接管。
- 1972年4月 接管六甲有馬索道業務。
- 1973年7月 預先徵用公共土地事業由神戶市土地開發公社。
- 1977年7月 從神戶市交通局繼承摩耶索道。
- 1991年10月 新神戶索道開業。
- 1996年 繼承神戶都市振興株式會社的事業。
- 2000年4月 繼承財團法人神戶市下水道公社事業。從六甲摩耶鐵道（日语：六甲山観光）無償轉讓摩耶纜索。
- 2006年4月 新神戶索道的指定管理者指定為清里高原公園。
- 2008年 繼承社團法人神戶國際鄉村俱樂部[3]。
- 2010年4月 新神戶索道營業權轉讓給神戶度假服務（日语：神戸リゾートサービス）。
- 2012年4月1日 從財團法人轉為一般財團法人（日语：一般財団法人）。隨著神戶市住宅供給公社解散，繼承了該公社的出租住宅管理等事業。
- 2013年1月1日 公社名稱改為一般財團法人神戶房屋及城市發展公社[1]。
- 2022年5月1日 公社名稱改為一般財團法人神戶住環境整備發展公社[1]。

## 各事業的概要
- 房屋及城市發展事業 - 與住屋有關的綜合諮詢服務「Sumaru Net」
- 都市再開發相關事業 - 經營包括新長田站前大廈（日语：新長田駅前ビル）在內的舊Joyplaza（日语：ジョイプラザ (ショッピングセンター)），以及三之宮站東邊的Sanparu。以及管理六甲道、垂水、舞子站前再開發地區之大廈
- 出租住宅相關事業 - 管理特定優良出租住宅（日语：特定優良賃貸住宅）、特殊用途出租住宅、一般出租住宅
- 基礎設施發展支援、東日本大地震相關事業 - 本地企業的海外擴張支持、災區重建支援
- 公益設施等維修事業 - 公益設施、學校之建設，以及公寓大規模維修的支援
- 公益設施等管理事業 - 經營神戶國際商業中心，管理神戶孵化辦公室
- 觀光休閒設施相關事業 - 索道事業、高球場之建設和租賃
- 停車場設施相關事業 - 在市屬土地中開設臨時停車場之管理和營運，管理公營停車場和市營住宅停車場
- 下水道相關事業 - 設置和管理下水道設施，管理經營垂水運動花園、農業和村落的污水處理

### 索道、纜索事業
在觀光休閒設施相關事業中，公社經營位於六甲山、摩耶山的索道和纜索鐵路。
- 六甲有馬索道
日本最長索道（全長5公里）。隨著使用人次減少，在2004年12月19日，表六甲線 (2.3公里)暫停服務[4]。
- 摩耶纜索（摩耶View Liner夢散歩） - 從六甲摩耶鐵道（日语：六甲山観光）無償轉讓
- 摩耶索道（摩耶View Liner夢散歩） - 從神戶市交通局接管

從前公司經營新神戶索道（神戶夢風船）。隨著引入指定管理者制度，在2006年4月1日至2010年3月31日之間由山梨縣滑雪場「Sun Meadows」之管理公司清里高原公園成為了指定管理者。在2010年4月1日起營業權轉讓給神戶度假服務。在2011年4月1日起索道改名為「神戶布引索道」。

## 圖庫

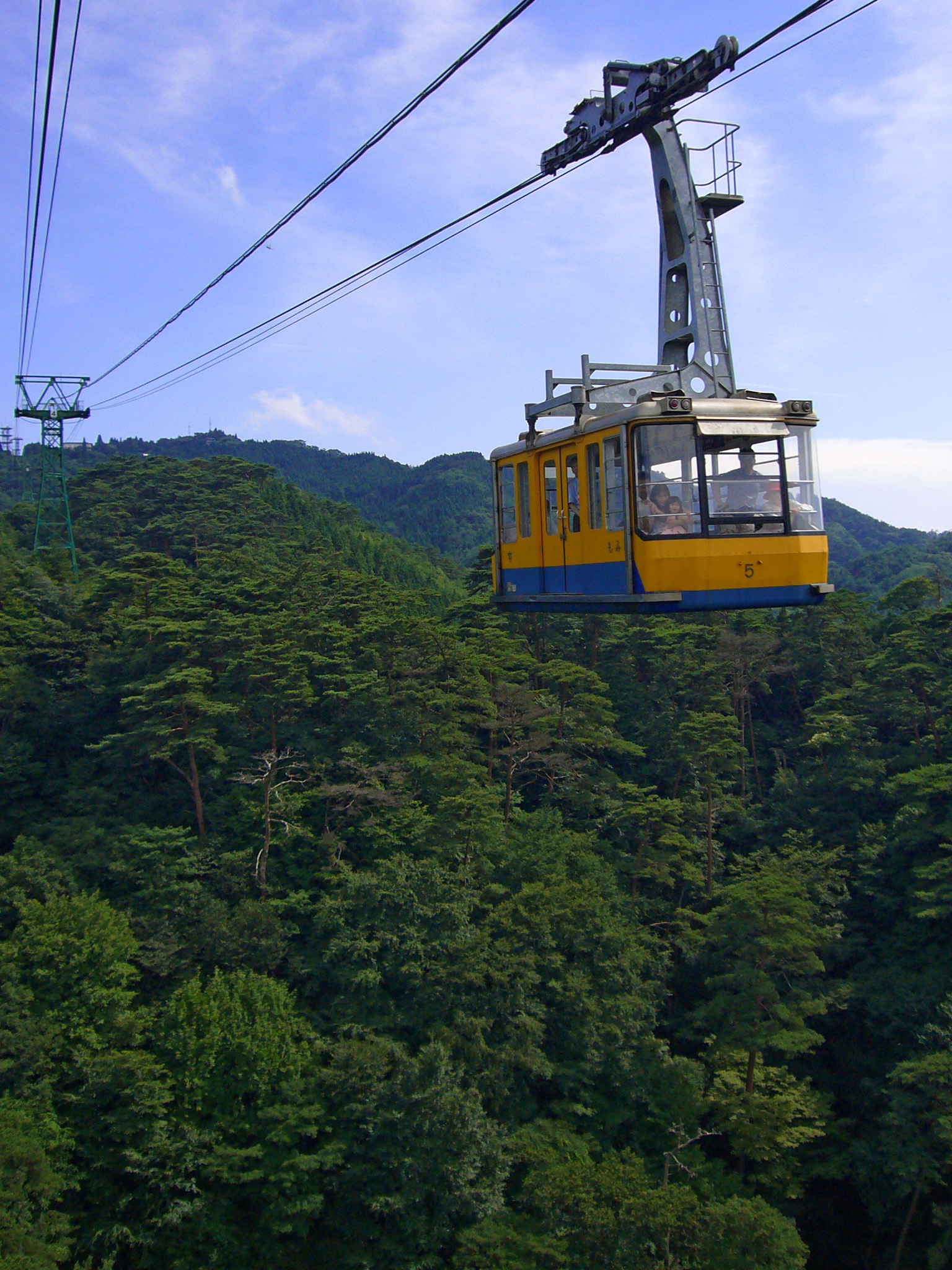
六甲有馬索道
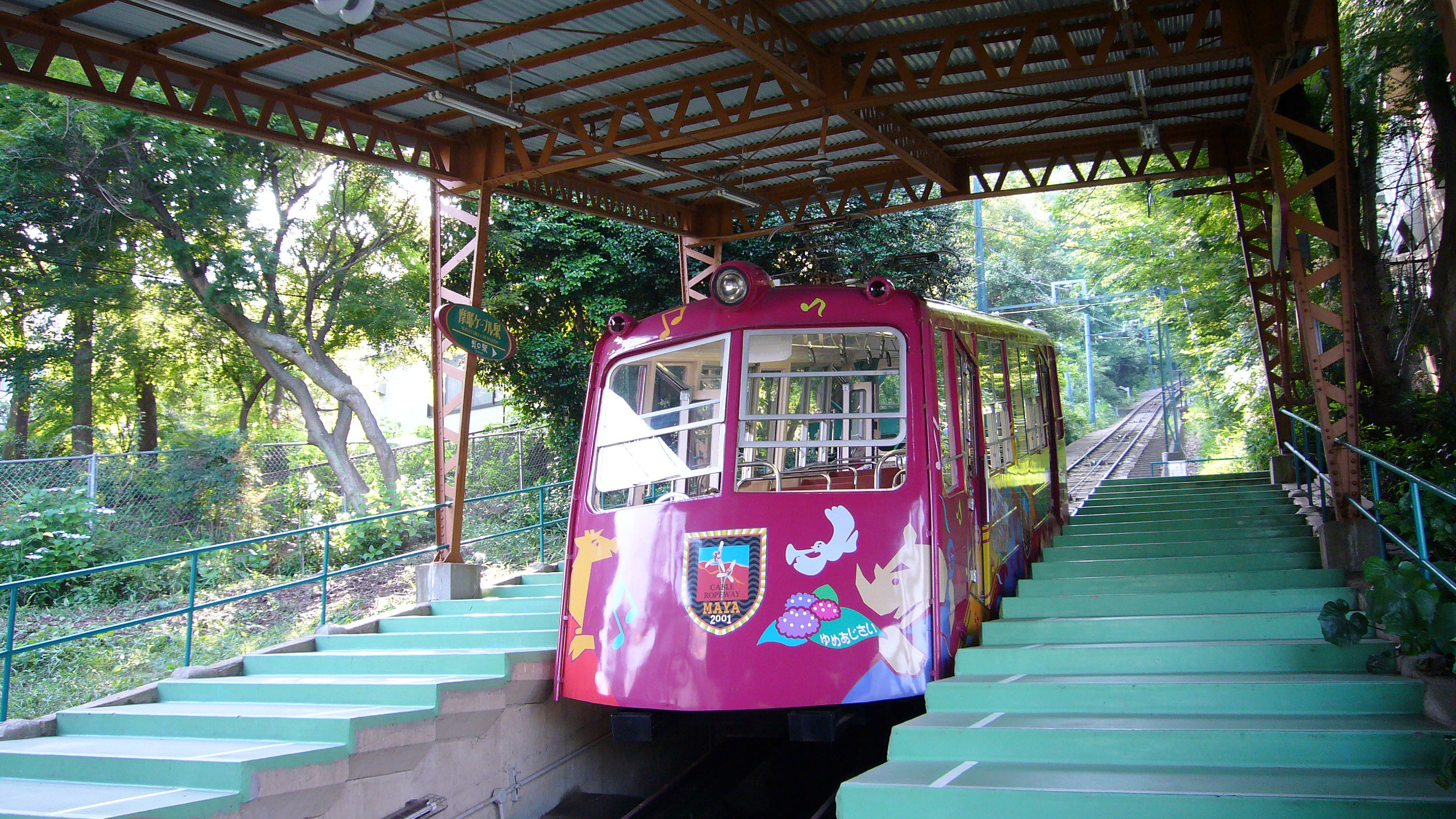
摩耶纜索鐵路
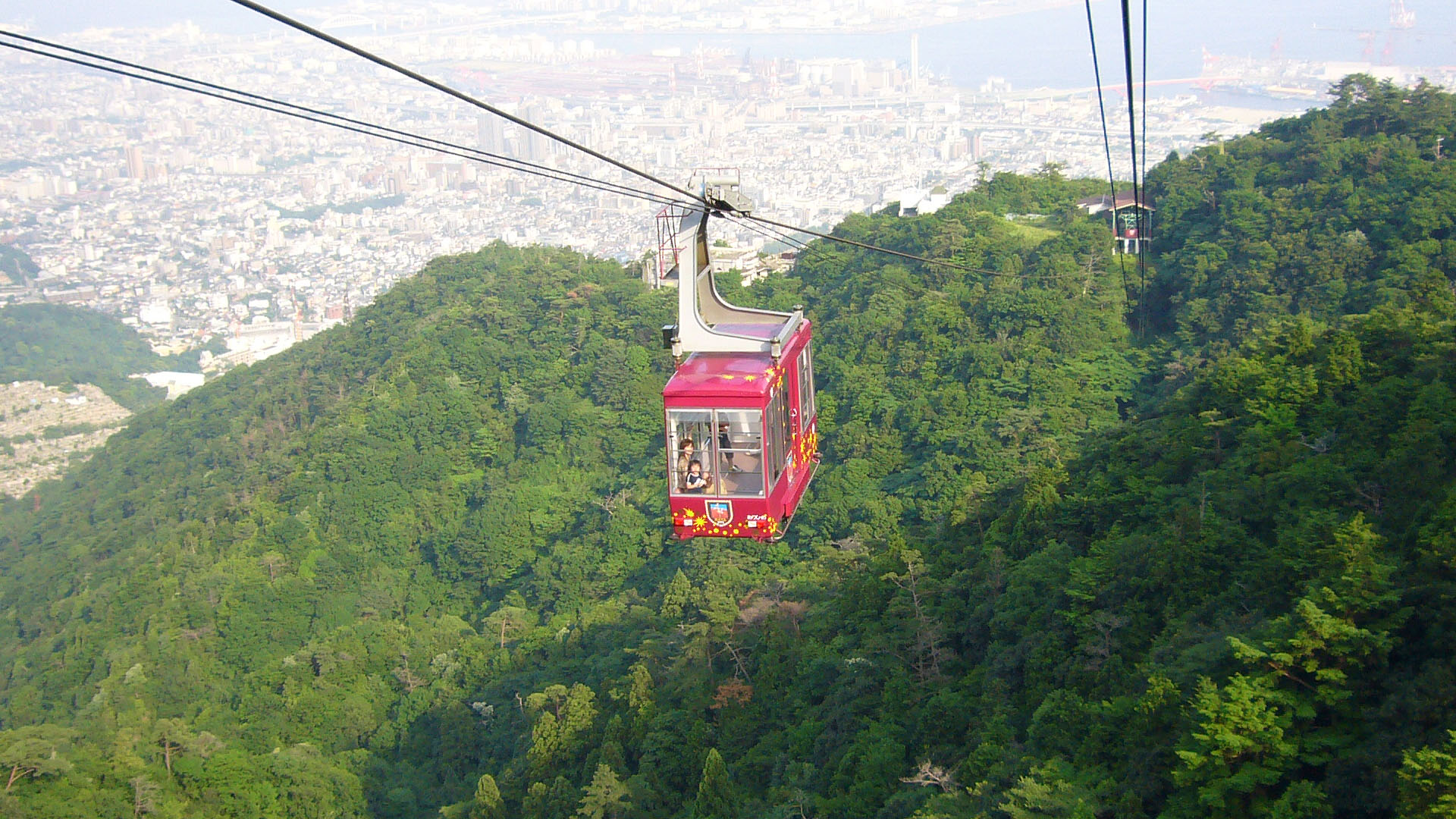
摩耶索道

## 注腳
1. 1 2 3  . 神戸すまいまちづくり公社. 2013-01-01  [2013-01-03]. （原始内容存档于2016-04-03） （日语）.
2. ↑  . 神戸すまいまちづくり公社. 2022-04-18  [2023-03-31]. （原始内容存档于2023-06-09） （日语）.
3. ↑  . 神戸新聞NEXT. 2021-05-13  [2021-06-20]. （原始内容存档于2021-05-13） （日语）.
4. ↑  . 神戸新聞NEXT. 2021-06-03  [2021-06-20]. （原始内容存档于2021-06-11） （日语）.

## 外部連結
- 一般財團法人 神戶房屋及城市發展公社 （页面存档备份，存于）（日語）